# Guatteria sphaerantha
Guatteria sphaerantha R.E.Fr. – gatunek rośliny z rodziny flaszowcowatych (Annonaceae Juss.). Występuje naturalnie w Kolumbii. 

## Morfologia
PokrójZimozielone drzewo dorastające do 10–20 m wysokości.
LiścieMają kształt od owalnego do podłużnego. Mierzą 21–27,5 cm długości oraz 6–8,5 szerokości. Nasada liścia jest rozwarta. Wierzchołek jest spiczasty. Ogonek liściowy jest nagi i dorasta do 7–8 mm długości.
KwiatySą pojedyncze. Rozwijają się w kątach pędów. Działki kielicha mają owalny kształt i dorastają do 5–7 mm długości. Płatki mają eliptyczny kształt. Osiągają do 12–17 mm długości. Kwiaty mają 50 słupków.
OwoceZłożone z 20–35 pojedynczych jagód o kształcie od podłużnego do cylindrycznego. Osiągają 14–17 mm długości.